# 동아프리카 공동체
동아프리카 공동체(영어: East African Community, 약칭 EAC)는 2001년에 설립된 동아프리카 5개국(탄자니아, 케냐, 우간다, 르완다, 부룬디)의 지역 협력체로 탄자니아 아루샤에 본부를 두고 있다. 1967년 탄자니아, 케냐, 우간다 세 나라의 주도로 창설되었지만 1977년에 해체되고 만다. 2000년 7월 7일에 다시 설립했고 2004년 3월에 관세 동맹을 체결했다. 2007년 르완다와 부룬디가 가입했다. 2016년 남수단이 가입했다. 2018년 9월 동아프리카 연방을 창립하기 위한 위원회가 설립되었다.

## 역사
동아프리카 공동체는 1960년 케냐, 탕가니카, 잔지바르, 우간다가 독립하면서 1963년도부터 논의를 시작했다. 1964년에는 탕가니카, 잔지바르가 통합되고, 1967년에는 동아프리카 공동체가 결성되어 통합될 가능성이 컸다.
하지만 케냐, 탄자니아, 우간다의 연방결성의 부정적인 사람이 많았다. 이유는 여러 가지 있지만 그중에서도 케냐에선 우간다, 탄자니아보다 국력이 약해 케냐인들의 발언권이 묵살될 것이라 생각했었다. 결국 1977년 동아프리카 공동체가 해체되지만, 시간이 흘러 2000년에 다시 통합논의가 이루어지면서 2001년 동아프리카 연방으로 재결성됐다.
2005년 관세동맹을 시행해 역내 관세를 철폐하고, 역외 수입품은 공동관세를 적용시키게 되면서 공동시장도 완성하게 된다. 그리고 2013년에는 헌법 초안 작성을 시작하고, 2016년 남수단, 르완다, 부룬디가 동아프리카 연방에 가입하고, 2018년에는 동아프리카 연방 단일 전자여권을 발급하고, 2021년 헌법 초안이 완성되면서, 2023년 연방설립을 계획하게 된다. 2023년 1월 동아프리카 공동체(EAC)는 향후 4년 이내에 단일 통화를 발행할 계획이다. 조직의 각료회의는 동아프리카 통화 연구소의 위치와 단일 통화 발행을 위한 로드맵 수립을 결정해야 합니다.

## 회원국
- 탄자니아 (2001년)
- 케냐 (2001년)
- 우간다 (2001년)
- 르완다 (2007년)
- 부룬디 (2007년)
- 남수단 (2016년)
- 콩고 민주 공화국(2022년)

## 같이 보기
- 아프리카의 경제
- 남아프리카 개발 공동체
- 동남아프리카 공동시장
- 중앙아프리카 국가 경제 공동체